# Parajulis poecilepterus
Parajulis poecilepterus là loài cá biển duy nhất thuộc chi Parajulis trong họ Cá bàng chài. Loài cá này được mô tả lần đầu tiên vào năm 1845.

## Từ nguyên
Từ định danh của chi, parajulis, tạm dịch là "gần giống với chi Julis" (tiền tố para trong tiếng Hy Lạp có nghĩa là "gần giống"), hàm ý đề cập đến sự tương đồng của loài này với chi Julis, một chi trước đây thuộc họ Cá bàng chài, nhưng sau này đã được xác định là một danh pháp đồng nghĩa của chi Coris.
Từ định danh của loài, poecilepterus, trong tiếng Hy Lạp có nghĩa là "vây có nhiều màu sắc" (poecilo: "đa sắc", pterus: "vây, cánh"), hàm ý đề cập đến màu sắc bắt mắt trên các vây của cá đực thuộc loài này.

## Phạm vi phân bố và môi trường sống
P. poecilepterus có phạm vi phân bố ở Tây Bắc Thái Bình Dương. Loài này được tìm thấy trên khắp vùng bờ biển Nhật Bản (bao gồm phía đông nam Nga) và toàn bộ vùng biển bao quanh bán đảo Triều Tiên trải dài xuống vùng biển Hoa Đông (đến đảo Đài Loan, Đông và Nam Trung Quốc).
P. poecilepterus sống gần các rạn san hô ở vùng biển gần bờ, nơi có nền đáy là đá cuội và sỏi cát ở độ sâu khoảng từ 5 đến ít nhất là 30 m.

## Mô tả
P. poecilepterus có chiều dài cơ thể tối đa được ghi nhận là 34 cm. Đây là loài lưỡng tính tiền nữ (protogynous hermaphrodite), nghĩa là tất cả cá đực trưởng thành đều phải trải qua giai đoạn trung gian là cá cái. Cá đực có thân màu xanh lục với các vệt sọc màu cam trên mặt, và nhiều đốm cam rải rác dọc theo cơ thể; có một đốm lớn màu xanh đen phía trên gốc vây ngực.

## Sinh thái và hành vi
Cá đực trưởng thành sống đơn độc, trong một lãnh thổ nhất định, trong khi cá cái và cá con hợp lại thành những nhóm nhỏ. Vào mùa sinh sản, cá đực trưởng thành thường chủ động tiếp cận cá cái, bơi nhanh về phía cá cái và liên tục dựng đứng tất cả các vây.
Chúng được quan sát là vùi mình vào cát để ngủ đông trong những tháng mùa đông ở Nhật Bản.

## Thương mại
Loài này được đánh bắt trong ngành câu cá thương mại và câu cá giải trí ở Nhật Bản, và cũng được xem là một loài cá cảnh ở quốc gia này.